# هانس كلاين
هانس كلاين (بالألمانية: Hans Klein)‏ هو طيار مقاتل وضابط ألماني، ولد في 17 يناير 1891 في شتشين في بولندا، وتوفي في 18 نوفمبر 1944 في بريمن في ألمانيا بسبب حادث مرور.